# Orviétan

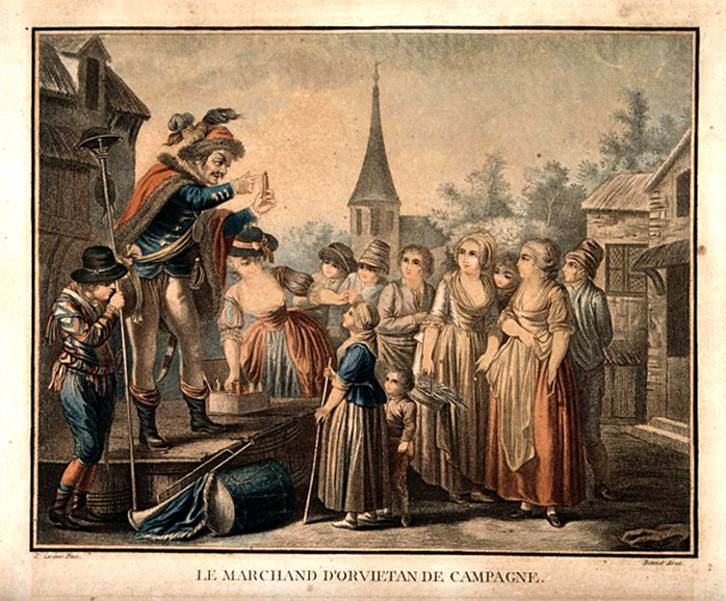
Le marchand d’orviétan de campagne.

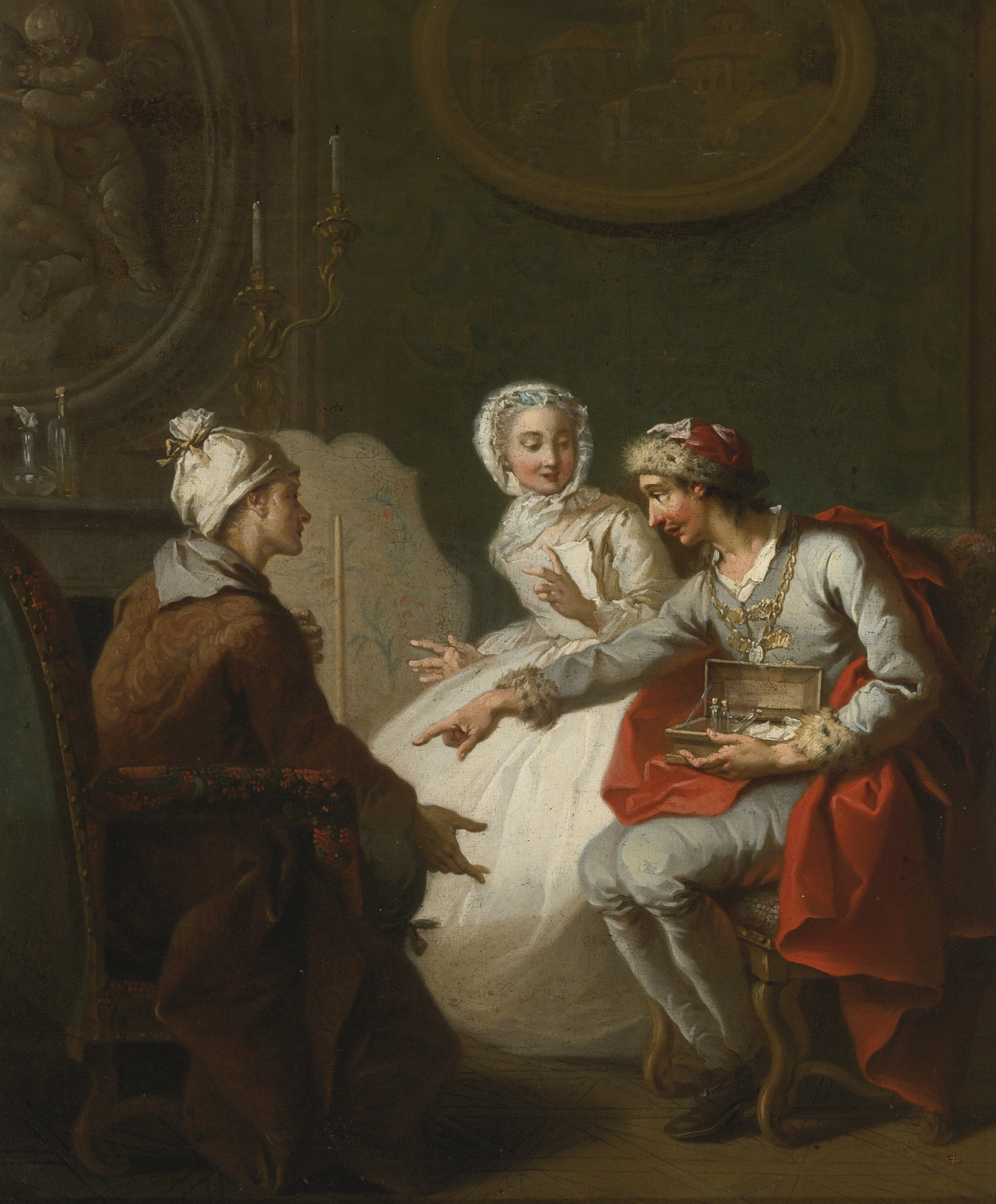
Étienne Jeaurat, Le marchand d'orviétan ou L'opérateur barri. Vers 1743

L’orviétan est un faux antidote des XVIIe et XVIIIe siècles.

## Histoire
Médicament de rencontre resté fameux dans les fastes du charlatanisme médical, l’orviétan était dû, dit-on, à l’imagination d’un certain Jérôme Ferrante, natif d’Orvieto, d’où il tira son nom, et depuis son origine jusque vers la fin du XVIIIe siècle, il fut apporté en France en 1647 par un autre natif d’Orvieto du nom de Christoforo Contugi, qui se fit d’abord appeler Lorvietano, puis Lorviétan ou l’Orviétan. L’apothicaire Pierre Pomel écrit en 1694 dans son Histoire des drogues : « L’orviétan étoit commun à Rome depuis longtemps, et c’est de là que le faisoient venir les épiciers avant que le sieur Contugi eût obtenu du Roi la permission de le débiter publiquement. ».

### Notoriété
Contugi acquit vite célébrité et richesse sous le nom qu’il avait choisi et il était déjà fameux au temps de la Fronde, car son pseudonyme figure en tête de plusieurs mazarinades. Ayant entrepris, en 1647, de faire approuver sa drogue par la Faculté, il réussit, moyennant espèces sonnantes trébuchantes, à obtenir la signature de douze docteurs. Mais cette ambition le perdit lorsque, voulant avoir jusqu’à l’attestation du doyen, Jean Piètre, il offrit audacieusement de la lui payer quatre cents écus en lui mettant sous les yeux les approbations qu’il avait déjà achetées. Jean Piètre, mauvais médecin, mais honnête homme, réunit toute la Faculté et les douze docteurs corrompus « furent chassés de la compagnie par un décret solennel. ». Patin, le 6 janvier 1654, dans une lettre à son ami Charles Spon se fait le chroniqueur zélé de ce scandale,:  

« L'an 1647, l'Orviétan pour mieux débiter sa drogue, s'adressa à un homme d'honneur, alors Doyen de nôtre Faculté, nommé Mr. Perreau, pour obtenir de lui moyennant une bonne somme d'argent qu'il offrait, approbation de la Faculté pour fon Opiat. Il en fut refusé de belle hauteur. Ce Charlatan s'adressa. ensuite à de Gorris, qui reçût de lui un présent considérable & lui promit de faire signer à plusieurs Docteurs l'approbation de ce médicament qu'il vend sur le Pont neuf: ce qu'il fit faire par une douzaine d'autres affamés d'argent, qui furent, les deux Charliers, Guenaut, le Soubs, Rainssant, Beaurains, Pijart, du Cledat, des Fougerais, Renaudot & Mauvilain. Cet Imposteur Italien non content de telles signatures, tâcha d'avoir l'approbation entière de la Faculté & pressa le nouveau Doyen, qui était Mr. Pietre mon Prédécesseur, de la lui faire donner, moyennant 400 écus qu'il offrait: sur l'espérance qu'il avait de mieux débiter sa Drogue, s'il pouvait obtenir ce qu'il désirait. Ce nouveau Doyen ayant appris de la propre bouche du Charlatan, tout ce que de Gorris lui avait fait, lui demanda cette approbation, & dés qu'il l'eut, il fit assembler toute la Faculté, où il se rendit délateur contre ces douze Messieurs, qui ayant avoué leur faiblesse & leur mauvaise action, furent chassés de la Compagnie par un décret solennel. On les a pourtant rétabli, avec de certaines conditions; & notamment celle de demander pardon à la Compagnie en pleine Assemblée. Quelque chose qu'ils aient pu faire, depuis la tâche leur en est demeurée. Voila la prouesse de de Gorris avec l'Orviétan: mais ce n'est pas sa faute, ce n'est que sa coutume... »

Sont impliqués : Jean III de Gorris (fils de Jean de Gorris) , René Chartier, Jean Chartier, François Guénault, Denis Le Soubz, Sébastien Rainssant, Pierre de Beaurains, François Pijart, Jean Du Cléda, Élie Bedé des Fougerais, Isaak ou Eusèbe Renaudot, et enfin Armand-Jean de Mauvillain. De l'école de Montpellier, chaud partisan de l’antimoine et de l’orviétan, Mauvillain ne pouvait que s'attirer l'inimité de Patin, partisan de la saignée. Devenu doyen de la Faculté, Mauvillain réussit à imposer l'antimoine en 1666. François Nivelet fait de Mauvillain l’inspirateur de l’Amour médecin (1665), Monsieur de Pourceaugnac (1669) et le Malade imaginaire (1673), pièces de Molière. 
Cette mésaventure du charlatan italien ne nuisit nullement au succès qu’obtenait sa drogue qui finit par obtenir l'approbation de la faculté. Un extrait du privilège du Roi indique, : 

« ll est expressément défendu à tous Opérateurs et autres personnes, en dispensant leurs Médicamens, de se servir du nom d’Orviétan, ny contrefaire, ny le vendre, sur peine de mil livres d’amende, et ainsi qu’il est mentionné es Lettres Royaux, sans l’expresse permission dudit Contugi, original Orviétan. Donné à Paris en la grande Chancellerie, le 9 avril 1647.
Christophe Contugi dit l’Orviétan de Rome dispense son unique et éprouvé secret nommé Orviétan.
Héritier de Jean Vitrario, successeur du sieur Hierosme Feranti, original lnventeur dudit Orviétan, servant pour toutes les maladies cy-dessous descrites »

Toute personne susceptible de vendre l'Orviétan devait en principe avoir l’autorisation des Contugi et des autorités.

### Dans L’Amour médecin
Dans L’Amour médecin (septembre 1665), on retrouve un vendeur d’orviétan auquel s’adresse Sganarelle fâché. Comme l’atteste comiquement Molière, c’était une véritable panacée :

«      Sganarelle

Holà. Monsieur, je vous prie de me donner une boîte de votre orviétan, que je m’en vais vous payer.

     L’Opérateur, chantant.

L’or de tous les climats qu’entoure l’Océan

Peut-il jamais payer ce secret d’importance ?

Mon remède guérit par sa rare excellence,

Plus de maux qu’on n’en peut nombrer dans tout un an.

La gale,

La rogne,

La tigne,

La fièvre,

La peste,

La goutte,

Vérole,

Descente,

Rougeole.

Ô ! grande puissance de l’orviétan !

     Sganarelle

Monsieur, je crois que tout l’or du monde n’est pas capable de payer votre remède : mais pourtant voici une pièce de trente sols que vous prendrez, s’il vous plaît.

     L’Opérateur, chantant.

Admirez mes bontés, et le peu qu’on vous vend,

Ce trésor merveilleux, que ma main vous dispense.

Vous pouvez avec lui braver en assurance,

Tous les maux que sur nous l’ire du Ciel répand :

La gale,

La rogne,

La tigne,

La fièvre,

La peste,

La goutte,

Vérole,

Descente,

Rougeole

Ô ! grande puissance de l’orviétan ! »

### Un nom de théâtre

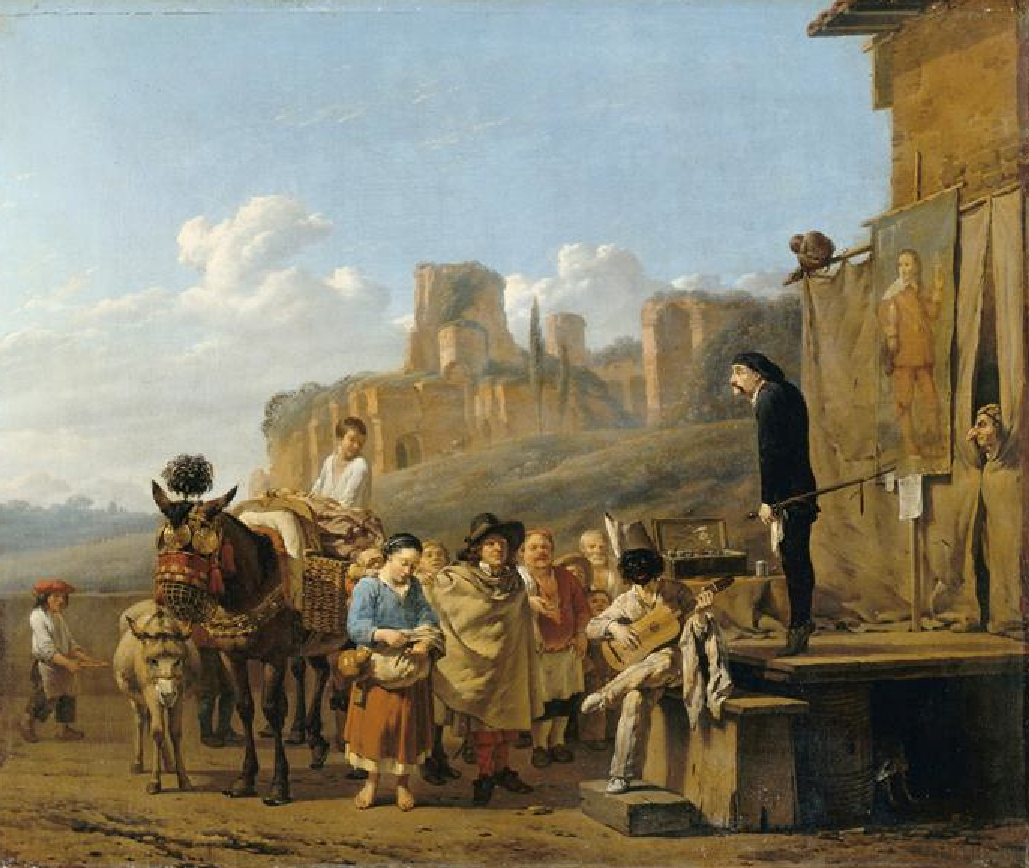
Karel Dujardin - Les charlatans italiens ou Le Marchand d'orviétan. 1657.

Le nom de l'Orviétan apparaît le 9 juin 1665, dans l'acte de mariage d'un compatriote, Lucatelli (le Trivelin d'alors), il prend alors les noms et qualités de « Christofle Contugi, dit l'Orviétan, opérateur du Roi ». L'Orviétan est un vrai nom de théâtre, qui semble indiquer que celui qui le portait n'avait pas renoncé à monter sur les tréteaux et à distribuer ses boîtes en personne.  Et Adolphe Régnier de dire :

« Ne pourrait-on même supposer que cet Italien, ami de Trivelin, à demi comédien lui-même, trouva précisément dans ces représentations de l'Amour médecin, pour peu qu'il eût cultivé sa voix et fût dans les bonnes grâces de Lully, l'occasion de faire sa cour, de gagner ses titres insignes, d'inaugurer ses fonctions d'opérateur, d'antidotaire, d'officier du Roi? »

Les vendeurs d'orviétan notoirement enrôlaient des comédiens et des bouffons, souvent italiens, pour jouer des farces sur leur théâtre et attirer ainsi la foule des badauds. Tout le monde connaissait Mondor et Tabarin, Descombes et Grattelard. La notoriété des frères Modor et Tabarin était immense, et tout Paris se déplaçait pour les entendre et acheter leur onguents et remèdes : « Femmes, cocus, vieillards, malades et médecins étaient leurs sujets de prédilection. Leurs dialogues se rattachaient au rire grivois du moyen-âge, a la tradition carnavalesque et a la parodie scolastique. ». S'il faut en croire Le Boulanger de Chalussay, auteur d'Élomire hypocondre ou les Médecins vengés (Élomire, l'anagramme de Molière), Molière lui-même aurait commencé chez l'Orviétan, et peut-être chez le fameux opérateur Barry. Cette pièce qui n'a jamais été jouée est une attaque virulente contre Molière de son vivant,.
L’orviétan fut ensuite débité en France, probablement usurpé, dans les villes, dans les bourgs et dans les villages, par des tabarins de bas étage, des bateleurs effrontés, charlatans, saltimbanques, marchands de drogues prétendues médicales vendant leurs produits avec accompagnement de lazzis, de farces burlesques, de parades et de coups de grosse caisse, qui s’installaient sur les places publiques, dans les foires et dans les carrefours, et qui, attirant les badauds par le moyen de leur spectacle grossier, aidaient ainsi la vente de leur spécifique incomparable. De là est venu qu’on a donné, par la suite, le nom de « marchand d’orviétan » aux charlatans de toutes sortes.

### Postérité
L'orviétan en transmit le secret à ses descendants, et l’un d’eux le vendit à un autre entrepreneur de guérisons, le sieur Nicolas de Blegny, créateur de nombreuses spécialités pharmaceutiques, aigrefin qui, pour avoir le titre de médecin du roi, connaissait pourtant mieux le chemin de la prison que celui de la Cour[réf. nécessaire].
L'Orviétan demeura la propriété exclusive de la famille Contugi jusqu’au 12 juillet 1700, date à laquelle Louis XIV nomma un ancien doyen de la Faculté de Médecine de Paris, Nicolas Andry, « inspecteur de la composition de l’orviétan ». La famille Contugi demeura toutefois propriétaire de la formule, fabricant, et grossiste.
Il se vendait encore en 1741, rue Dauphine, au bas du Pont Neuf, à l'enseigne du Soleil d'or, chez un descendant de Ferranti.
Alors que l'Orviétan est toujours propriété de la famille Contugi, son utilisation passe de mode à la fin du XVIIIe siècle.

## Composition
Patin le décrit comme un Opiat.
La thériaque entrait dans la composition de cet électuaire.
Dans Furetière :

« ORVIETAN. f. masc. Antidote ou contrepoison qui s'est rendu fameux à Paris, parce qu'il a été distribué par un Operateur venu d'Orviette, dont il a fait des expériences extraordinaires en sa personne sur un théâtre public. Dans la Pharmacopée de Charras il y a une manière de faire l'orviétan, où l'on voit que la thériaque est une des principales drogues qui y entrent. »

Moyse Charas (1619-1698) en donna une formulation dans sa Pharmacopée royale galénique et chimique. « Il associait à diverses drogues végétales, des foies, des cœurs et de la chair de vipère afin de renforcer le pou-voir antidotaire, malgré la présence de thériaque. Son orviétan était préconisé contre les poisons, morsures de vipère, peste et « toutes sortes de maladies ». La teneur en opium était de l'ordre de 1 p. 100 ».
Chez Panckoucke, le Dictionnaire des sciences médicales :

« ORVIETAN, s. m., orvietanum, médicament interne, officinal, que nous rangeons parmi les conserves composées molles, et qui, suivant le Codex de Paris, 1818, devra trouver place parmi les électuaires opiats, puisqu'il contient de l'opium (Voyez OPIAT). Il entre dans cet électuaire cinquante quatre drogues, ce qui le rapproche, pour le nombre, de la theriaque; Hoffmann l'a réformé et a reduit ses composans au nombre de vingt-six, il diminua aussi la quantité d'opium de moitié: il l'a décoré du nom d'orviétan sublime, ou orvietanum prestantius. Ces deux compositions hors d'usage n'étant pas comprises dans le nouveau Codex, je me crois dispensé d'en transcrire ici les formules. »

Patrizia Catellani et Renzo Console ont analysé trente-cinq recettes différentes d'orviétan, publiées entre 1655 et 1857. L'orviétan était un mélange de végétaux de vin et de miel, qui existait également sous forme de poudre (vendue dans des boîtes en plomb). Le nombre d'ingrédients varie de neuf à cinquante-sept. La base du produit est la chair de vipères séchées garnies de leur cœur et de leur foie, mélangée à diverses plantes dont les plus fréquentes sont : angélique, aconit tue-loup, aristoloche, renouée, acore odorant, chardon carlin, dictame, gentiane, immortelle, salsifis noir, tormentille, valériane, chardon béni, dictame de Crète, rue, germandrée, baies de laurier, genévrier, cannelle, clous de girofle. On y ajoute une petite quantité des deux concoctions, mithridate et thériaque, ainsi que du vin blanc et du miel.